# 조나 블레크먼
조나 블레크먼(Jonah Blechman, 1975년 2월 8일 ~ )은 미국의 배우이다. 《어나더 게이 무비》와 《어나더 게이 무비 2》에서 니코 헌터 역으로 잘 알려져 있다.

## 출연 작품
- 어나더 게이 무비 2 (2008)
- 어나더 게이 무비 (2006)
- Luster (2002)
- 보물섬 (1999)
- 폴 타임 (1995)
- Empty Cradle (1993)
- 디스 보이스 라이프 (1993)

### 텔레비전
- 시티 레인져 (1995)